# Quinckesches Interferenzrohr

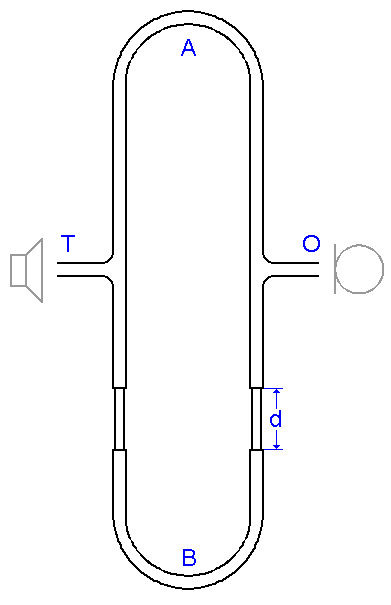
Interferenzrohr nach Quincke

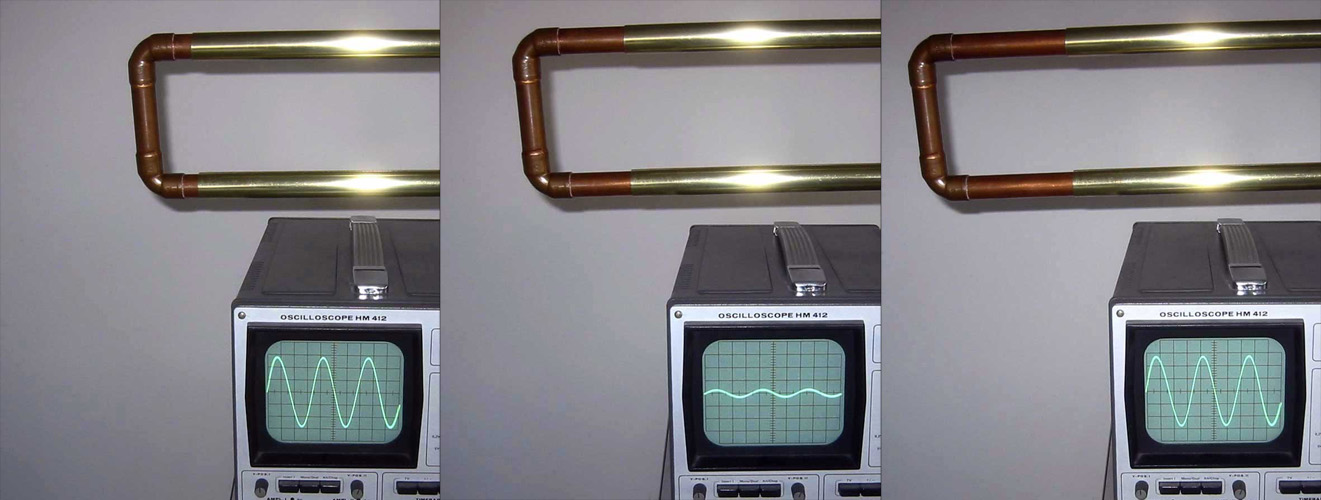
Eine Facharbeit, bei der die Auslöschung der Schallwellen mit Hilfe eines Oszilloskopes sichtbar gemacht wurde

Das quinckesche Interferenzrohr ist ein Gerät zum Nachweis von Interferenzerscheinungen von Schallwellen. Es kann außerdem zur Messung akustischer Wellenlängen genutzt werden. Es ist nach dem Physiker Georg Hermann Quincke benannt, der diesen und andere „Interferenzapparate“ im Jahr 1866 konstruiert hat. Durch den einfachen und überschaubaren Aufbau ist das quinckesche Interferenzrohr ein beliebter Demonstrationsversuch der Schulphysik. Neben dem Namen Interferenzrohr findet die Bezeichnung Quincke-Posaune Verwendung, da die äußere Form mit dem ausziehbaren Rohr an eine Posaune erinnert. Die Funktionsweise der beiden Geräte ist jedoch grundlegend unterschiedlich.

## Aufbau
Das quinckesche Interferenzrohr besteht aus zwei U-förmigen, ineinander gesteckten Röhren, die sich wie bei einer Posaune auseinander- und zusammenziehen lassen. An zwei gegenüberliegenden Stellen sind Ansatzrohre angebracht. Über das Ansatzrohr T wird ein Ton mit einer bestimmten Frequenz in die Rohrleitung gebracht. An dem anderen Ansatzrohr O wird der dort eintreffende Schall mit dem Ohr oder einem Mikrofon registriert.

## Funktionsweise
Der Schall gelangt von der Eintrittsöffnung T sowohl über den Rohrbogen A als auch über den Rohrbogen B zur Austrittsöffnung O. Je nach der Wegdifferenz, die durch Verschieben des U-Rohres geändert werden kann, tritt eine Schwächung oder Verstärkung des Tones infolge von Interferenz ein:
Beträgt bei einer Schallwellenlänge λ die Wegdifferenz
{\displaystyle 2\cdot d=n\cdot {\frac {\lambda }{2}}} mit {\displaystyle n\in \{1,3,5,\ldots \}}
so ergibt sich destruktive Interferenz: Die beiden Schallwellen löschen sich gegenseitig aus.
Beträgt die Wegdifferenz
{\displaystyle 2\cdot d=n\cdot {\frac {\lambda }{2}}} mit {\displaystyle n\in \{0,2,4,\ldots \}}
so ergibt sich konstruktive Interferenz: Die beiden Schallwellen verstärken sich gegenseitig.
Bei ständiger Verlängerung der Wegdifferenz sind somit äquidistante Schallmaxima bzw. -minima in Abständen der Wellenlänge λ messbar.